# 北海道道210号尾田豊頃停車場線
北海道道210号尾田豊頃停車場線（ほっかいどうどう210ごう おだとよころていしゃじょうせん）は、北海道広尾郡大樹町から河西郡更別村、中川郡幕別町を経て豊頃町を結ぶ一般道道である。

## 概要
「停車場線」を名乗る都道府県道の中で、最も長い。

### 路線データ
- 起点：北海道広尾郡大樹町字尾田（北海道道55号清水大樹線交点）
- 終点：北海道中川郡豊頃町豊頃旭町（JR北海道 根室本線 豊頃駅）
- 実延長：44.0km

## 歴史
- 1954年（昭和29年）3月30日 - 73号として路線認定[1]。
- 1994年（平成6年）10月1日 - 路線番号を210号に変更[2]。

## 路線状況

### 重複区間
- 更別村字上更別（国道236号）
- 豊頃町二宮（北海道道318号湧洞豊頃停車場線）
- 豊頃町茂岩栄町-豊頃町茂岩本町（北海道道320号旅来豊頃停車場線）
- 豊頃町茂岩新和町-豊頃町豊頃（国道38号）
- 豊頃町茂岩新和町-豊頃町豊頃旭町（北海道道318号湧洞豊頃停車場線）
- 豊頃町育素多-豊頃町豊頃旭町（北海道道320号旅来豊頃停車場線）
- 豊頃町豊頃（北海道道73号帯広浦幌線）

### 主な橋
- 新川橋（牛首別川） - 豊頃町二宮
- 新石神橋（久保川＝牛首別川支流） - 豊頃町二宮
- 豊頃大橋（牛首別川・十勝川） - 豊頃町茂岩新和町、豊頃町育素多
- 豊頃橋（旧利別川＝十勝川支流） - 豊頃町豊頃（国道38号重複区間）

### トンネル
- 二宮トンネル（56.5m､1972年開通）

## 地理

### 通過する自治体
- 十勝総合振興局
  - 広尾郡大樹町
  - 河西郡更別村
  - 中川郡幕別町
  - 中川郡豊頃町

### 主な接続道路
大樹町
- 北海道道55号清水大樹線 - 尾田（起点）

更別村
- 国道236号 - 上更別（重複）
- 北海道道238号更別幕別線 - 更別東栄区

幕別町
- 北海道道15号幕別大樹線 - 駒畠（北海道道716号駒畠更別線と接続）

豊頃町
- 北海道道318号湧洞豊頃停車場線 - 二宮（重複）
- 北海道道320号旅来豊頃停車場線 - 茂岩栄町、茂岩本町（重複）
- 国道38号 - 茂岩新和町、豊頃（重複）
- 北海道道320号旅来豊頃停車場線 - 育素多（重複、国道38号重複区間）
- 北海道道882号利別牛首別線 - 育素多（国道38号重複区間）
- 北海道道73号帯広浦幌線 - 豊頃（重複）